# Шагни через границу
Шагни через границу (англ. «Step Across the Border») — документальный фильм об английском гитаристе, композиторе и импровизаторе Фреде Фрите, созданный в 1990 году Николасом Гумбертом и Вернером Пенцелем. В 2000 году фильм вошёл в список из 100 самых важных фильмов в истории кинематографа по версии кинокритиков журнала Cahiers du cinéma (Париж).

## О фильме
В основу фильма были положены фрагменты из творческой жизни британского гитариста, композитора и импровизатора Фреда Фрита и окружающих его музыкантов.

## Музыканты
- Фред Фрит
- René Lussier
- Jean Derome
- Kevin Norton
- Bob Ostertag
- Haco
- Ива Биттова
- Pavel Fajt
- Том Кора
- Tim Hodgkinson
- Джон Зорн
- Eitetsu Hayashi
- Joey Baron
- Cyro Baptista
- Arto Lindsay

## Награды
- 1990 — «Best Documentary», Премия Европейской киноакадемии.
- 1990 — «Special Mention», Премия Европейской киноакадемии.
- 1990 — «Images and Documents», Grand Prix International, Figuera da Foz, Португалия.
- 1990 — «Best Documentary Film», Uppsala Filmkaja, Уппсала, Швеция.
- 1990 — «Best Documentary Film», Hessian Filmward, Германия.
- 1991 — «Special Jury Award», Golden Gate Award, Сан-Франциско.
- 2000 — 100 самых важных фильмов в истории кинематографа по версии кинокритиков журнала Cahiers du cinéma, Париж.